# Dictyopteris whitfordii
Dictyopteris whitfordii là một loài dương xỉ trong họ Tectariaceae. Loài này được Alderw. mô tả khoa học đầu tiên năm 1909.
Danh pháp khoa học của loài này chưa được làm sáng tỏ. 